# De oorsprong der soorten

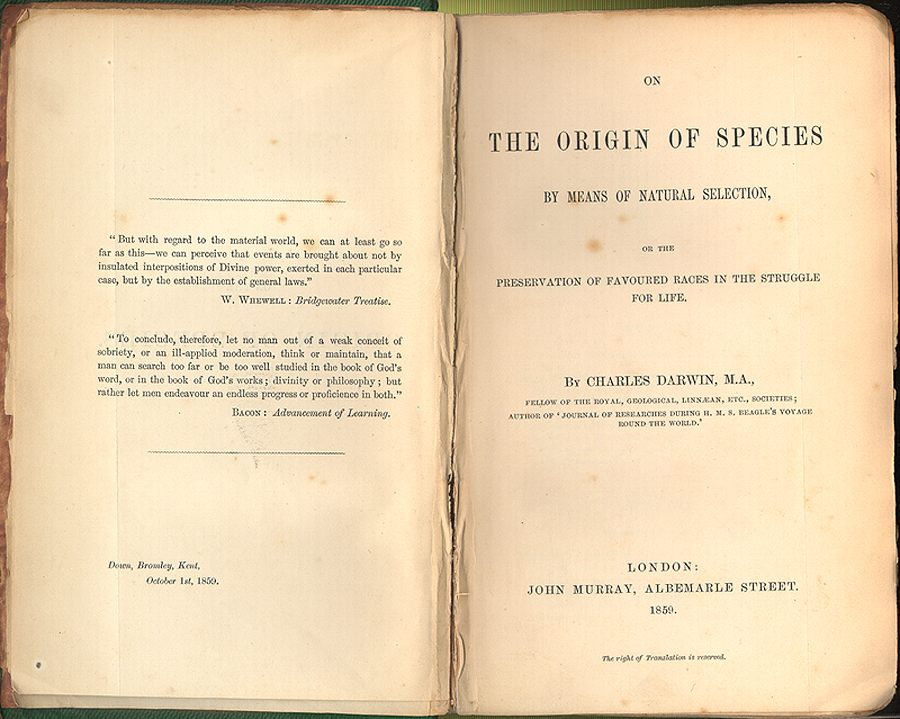
Het titelblad van On the Origin of Species, eerste druk. De zesde druk uit 1872 verscheen onder de titel The Origin of Species.

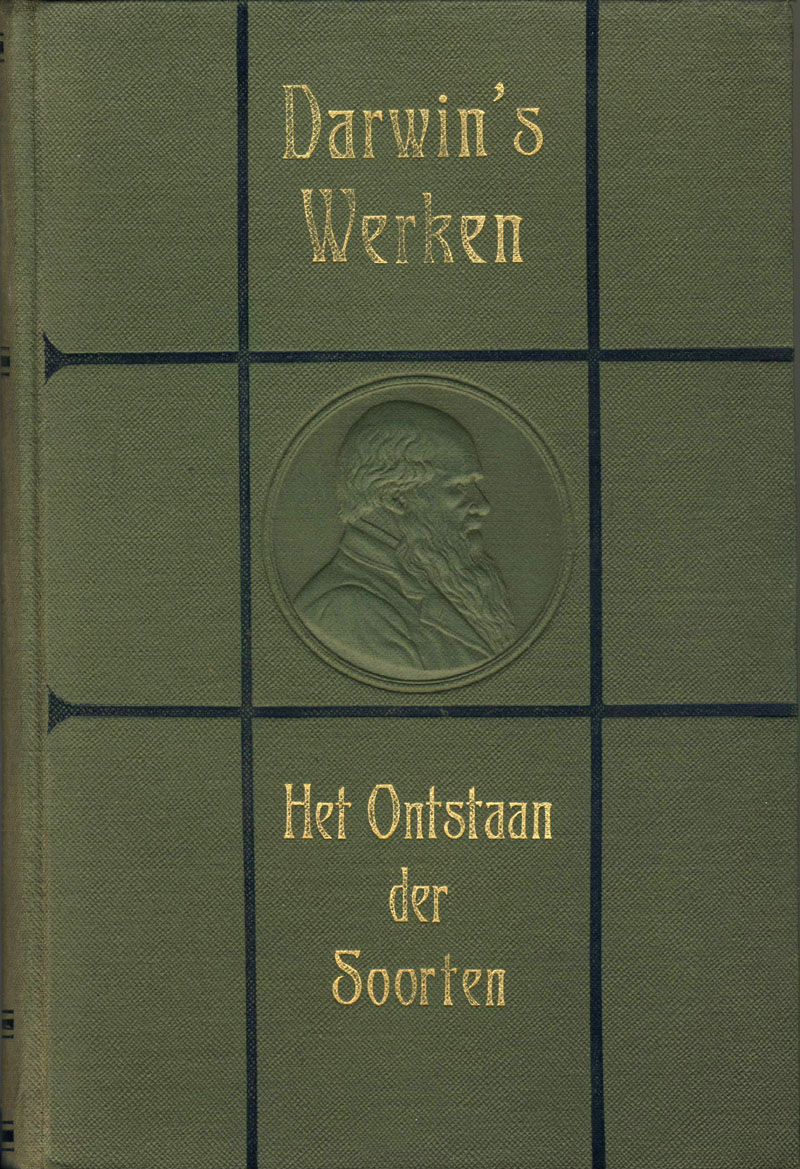
Darwins werken. Het Ontstaan der Soorten; 4e druk in twee delen 1913. Op de voorkaft het portret van Darwin in reliëf.

De oorsprong der soorten of Het ontstaan van soorten (Engels: The Origin of Species) (meer volledig: Over het ontstaan van soorten door natuurlijke selectie of het behoud van bevoordeelde rassen in de strijd om leven), waarvan de eerste druk in 1859 verscheen, is het invloedrijkste boek van de Britse bioloog Charles Darwin.
In het boek zet Darwin zijn evolutietheorie uiteen. Die stelt dat natuurlijke selectie het belangrijkste mechanisme is voor het ontstaan van soorten.

## Inhoud
Het boek geldt als een van de belangrijkste wetenschappelijke werken in de geschiedenis. In de tijd dat het gepubliceerd werd veroorzaakte het opschudding omdat het de vormenrijkdom van het leven op aarde toeschreef aan een mechanisch proces in plaats van aan een bovennatuurlijke intelligentie. Weliswaar hadden anderen al eerder geopperd dat er iets als evolutie of natuurlijke selectie zou kunnen bestaan, maar 'De oorsprong der soorten' is het eerste werk waarin uit deze concepten de uiterste consequentie wordt getrokken.
De reacties op het werk waren verschillend van aard. Zo waren er reacties uit wetenschappelijke, religieuze en filosofische hoek. The Origin of Species gaf een andere kijk en een van de felste verdedigers van het werk, Thomas Huxley bedacht zelfs een woord voor Darwins theorie: darwinisme.
Het vraagstuk van de oorsprong van de mens werd door Darwin slechts terloops aangeroerd. Dit zou door hem later besproken worden in het boek De afstamming van den mensch en de seksueele teeltkeus (Descent of Man).

## Geschiedenis
De eerste editie van het boek verscheen op 24 november 1859, onder de titel On The Origin of Species by Means of Natural Selection, or the Preservation of Favoured Races in the Struggle for Life ("Over de oorsprong van soorten door middel van natuurlijke selectie, of: het behoud van begunstigde rassen in de strijd om het leven"). In totaal verschenen er 6 drukken in het Engels. Alle drukken bevatten veel wijzigingen en aanvullingen waarin Darwin reageerde op opmerkingen en kritieken van zijn lezers en nieuwe ontdekkingen verwerkte. De 6e druk verscheen in 1872 en een gewijzigde 6e druk (de laatste) verscheen in 1876.

### Nederlandse vertalingen
- De eerste Nederlandse uitgave van On the Origin of Species verscheen in 1860 bij de uitgever Kruseman en was vertaald door de arts en paleontoloog T.C. Winkler. Deze vertaling was gebaseerd op de tweede editie van de Origin[1], die al verscheen op 7 januari 1860 omdat de eerste Engelse druk van 24 november 1859 op de dag van verschijnen uitverkocht was. De titel van deze Nederlandse vertaling luidde: Het ontstaan der soorten van dieren en planten door middel van de natuurkeus, of het bewaard blijven van bevoorregte rassen in den strijd des levens.[2]
- In 1869 verscheen een derde Nederlandse uitgave in vertaling van T.C. Winkler onder dezelfde titel.[3]
- De vierde Nederlandse uitgave van 1913 is getiteld: 'Het Ontstaan der soorten door Natuurlijke Teeltkeus, of Het bewaard blijven van bevoorrechte rassen in den strijd om het bestaan', door Charles Darwin. Oorspronkelijk bewerkt door Dr. T. C. Winkler. Vierde Uitgave. Opnieuw bewerkt en met aantekeningen voorzien door Eva De Vries, met medewerking van Professor Hugo de Vries. Twee delen. Amsterdam, Gebr. E. & M. Cohen. Deze editie bevatte veel supplementen, vandaar de twee delen.

Een vertaling van de eerste editie van On the Origin of Species uit 1859 die nog steeds verkrijgbaar is, is van Ludo Hellemans. Ruud Rooks vertaling van de zesde editie van de Origin verscheen in het Darwinjaar 2009. Ook verscheen er in 2009 een luxe, rijk geïllustreerde uitgave van Het ontstaan van soorten bij uitgeverij Atlas, die tevens een stripbewerking van het boek uitgaf.